# Павлій Олександр Степанович
Олександр Степанович Павлій — полковник Збройних сил України.
Командир 112-ї бригади територіальної оборони (2022—2023), 47-ї окремої механізованої бригади (2023—2024).

## Життєпис
На 2022 рік був командиром 112-ї бригади територіальної оборони. Під керівництвом Павлія бригада, у якій бракувало танків і артилерії, але було достатньо протитанкової зброї, стала стрижнем запеклої і зрештою успішної оборони міст Гостомель та Ірпінь, розташованих у безпосередній близькості від української столиці на північ від неї. Було організовано фортифікаційні споруди та блокпости на околицях міста Київ.
29 серпня 2022 головнокомандувач ЗСУ Валерій Залужний вручив Олександру Павлію бойовий прапор.
В жовтні 2022 відкривав пам'ятник воїнам 112-ї бригади ТрО в Деснянському районі Києва. Входив до ради ордену Святого Пантелеймона.
У вересні 2023 Олександра Павлія призначено командиром 47-ї механізованої бригади Маґура.
Звільнений з посади командира 47-ї бригади, на лютий 2024 року нею вже командував Дмитро Рюмшин.